# 上野國一社八幡宮
上野國一社八幡宮（こうずけのくにいっしゃはちまんぐう）は、群馬県高崎市八幡町にある神社である。旧社格は郷社。元々は碓氷八幡宮・板鼻八幡宮と呼ばれていたと言われる。現在は一般的に八幡八幡宮（やわたはちまんぐう）と通称されるほか、「やわたのはちまんさま」と呼ばれている。

## 歴史
上野國一社八幡宮は、天徳元年（957年）に源頼信が八幡荘に石清水八幡宮を勧請して創建されたという。徳川幕府からは朱印地100石を寄進されていたという。主祭神は品陀和気命、併せて息長足姫命、玉依姫命が祭祀されている。

## 境内
境内敷地は約9,000坪。現在の社殿（隋身門、拝殿、本殿）は文化11年（1750年）ないし宝暦7年（1757年）の再建とされる。本殿は天地権現造り、境内社の天満宮は元本地堂、また同じく稲荷社は元宮である。

## 摂末社
境内には境内社が複数鎮座する。
- 天満宮
- 稲荷社

## 祭事
年中行事は以下のとおり。
- 1月第二土曜日　新年大祭
- 4月4日（夜）　宵祭
- 4月5日　春祭
- 11月3日　秋祭
- 12月31日（夜）　二年参り

## 文化財

### 群馬県指定文化財
- 重要文化財（有形文化財）
  - 八幡八幡宮 9棟 - 2024年（令和6年）3月22日指定[3]。
    - 本殿・幣殿・拝殿
    - 神楽殿
    - 鐘楼
    - 神門
    - 随神門
    - 境内社天満宮社殿
    - 境内社東照宮本殿
    - 境内社地主稲荷神社本殿
    - 境内社日枝神社本殿
    - 附指定：宮殿 1基
    - 附指定：八幡宮社頭造営之図 1舗
    - 附指定：棟札 4枚

  - 八幡八幡宮の算額 - 江戸時代、文化7年（1810年）・天保5年（1834年）・安政7年（1860年）に奉納された算額3面。文化7年奉納の算額は、群馬県内74面のうち最古。1956年（昭和31年）6月20日指定[4]。

### 高崎市指定文化財
- 重要文化財（有形文化財）
  - 八幡八幡宮の胴丸 - 1972年（昭和47年）5月18日指定。
  - 八幡八幡宮唐銅燈籠一対 - 2005年（平成17年）2月23日指定。
- 無形民俗文化財
  - 八幡八幡宮の大々神楽 附面・楽器・衣装 - 1989年（平成元年）3月8日指定。